# .gn
A .gn Guinea internetes legfelső szintű tartomány kódja, melyet 1994-ben hoztak létre. Csak helyi illetőségű regisztrálhat domaint.

## Második szintű tartománykódok
- com.gn – kereskedelmi szervezeteknek, vállalatoknak.
- ac.gn – tudományos szervezeteknek.
- gov.gn – kormányzati intézményeknek.
- org.gn – nonprofit szervezeteknek.
- net.gn – internetszolgáltatóknak.

## Külső lapok
- IANA .gn kikicsoda Archiválva 2006. április 27-i dátummal a Wayback Machine-ben
- .gn domain regisztrációs oldal